# Trópico

Em grená, a região tropical da Terra.

Em astronomia, os trópicos definem-se pelas linhas que separam as regiões da superfície de um planeta que, em virtude da rotação deste, cruzam em algum momento o plano orbital do planeta, daquelas regiões que, situadas mais ao norte ou mais ao sul que os trópicos, encontram-se sempre em um dos hemisférios definidos pelo plano orbital.
Não se devem na definição confundir plano orbital e plano equatorial. O primeiro corresponde ao plano que contém a órbita do planeta ao redor de sua estrela, e o segundo corresponde ao plano que contém o centro e é perpendicular ao eixo de rotação do planeta. De forma geral, há um ângulo esférico entre o plano orbital e o plano equatorial de um planeta ou astro a orbitar sua estrela central. No caso da Terra, esse ângulo atrela-se diretamente à popularmente conhecida "inclinação do eixo da Terra", e vale aproximadamente 23,5 graus.
Conforme acima definidos, os trópicos do planeta coincidem com círculos de latitude cujos valores medidos a partir do equador igualam-se em módulo ao ângulo entre os planos orbital e equatorial do planeta.
Em termos observacionais, a estrela só se apresenta em algum momento ao longo do ano visível no zênite para observadores posicionados em regiões situadas entre os trópicos (zona tropical), ou em limite para observadores justamente sobre os trópicos. Para observadores situados nas demais regiões, entre um dos trópicos e o correspondente polo geográfico, a estrela central, quando vista, encontrar-se-á, sempre, ou a norte ou ao sul de sua localidade. Para além dos trópicos, não há dia algum do ano no qual um objeto vertical deixe de produzir sombra. Na região tropical, objetos verticais não produzirão sombra em ao menos um dia do ano.

## Trópicos da Terra

Em azul, as zonas de clima tropical da Terra.

Em geografia, chamam-se "trópicos" (do grego "tropikos" que significa "uma volta completa") aos paralelos geográficos que delimitam a zona onde a projeção zenital dos raios do Sol ocorre ao menos uma vez ao longo do ano. Nos trópicos, a projeção zenital da luz define os momentos dos solstícios.
Devido à inclinação do eixo do planeta permanecer, considerados intervalos de tempo adequados, sempre unidirecional em relação às estrelas de fundo, no período de uma órbita completa em torno do sol, a inclinação dos raios de sol junto à superfície da terra modifica-se ciclicamente, interferindo na duração dos dias e noites em cada local e determinando as estações do ano. As zonas entre os trópicos são, em média, as que mais recebem radiação solar, e por conseguinte as com maiores médias de temperatura: definem a zona tropical do planeta.
O trópico de Câncer é o trópico ao norte do equador terrestre, correspondendo ao paralelo 23.4378° (23º26’16") de latitude norte. Junto com o equador, delimita a zona tropical norte. Projetado no céu, contém a declinação mais setentrional da Eclíptica em relação ao equador celeste.
O trópico de Capricórnio é o paralelo situado 23.4378° ao sul do equador terrestre (23º26’16" de latitude sul). Delimita junto com o equador a zona tropical sul. Projetado no céu, contém a declinação mais meridional da Eclíptica em relação ao equador celeste.
A área da Terra limitada pelo Trópico de Câncer e pelo Trópico de Capricórnio, cujo centro é a Linha do Equador, é denominada "região tropical" ou região intertropical. Ao norte do Trópico de Câncer e ao sul do Trópico de Capricórnio, o sol nunca alcança o zênite do observador.

### Na cultura popular
No imaginário coletivo, a região tropical apresenta duas imagens contrastantes. Por um lado, ela é vista como um paraíso tropical. Por outro lado, é vista como uma região primitiva e sem lei.

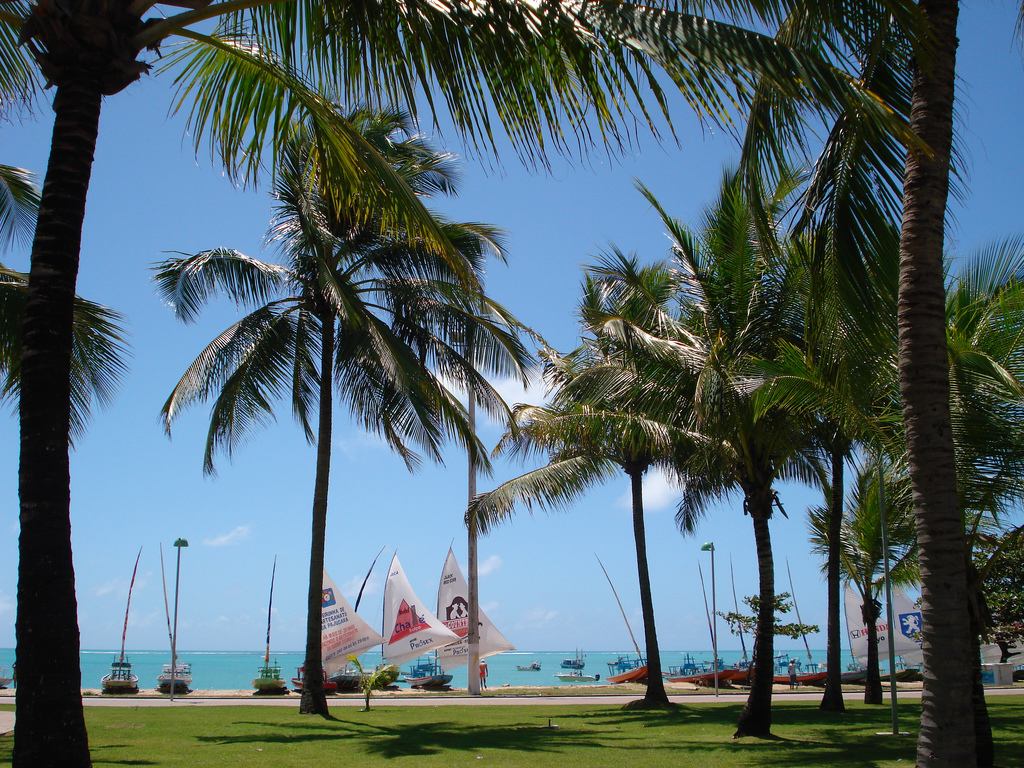
Coqueiros na região Nordeste do Brasil.

## Estações e clima
Muitas áreas tropicais tem uma estação seca e uma úmida. A estação úmida, de um ou mais meses é a época do ano com mais precipitação. Áreas com estação chuvosa estão distribuídas nas porções dos trópicos e subtrópicos. De acordo com a classificação climática de Köppen, um mês da estação úmida tem uma média de 60 mm de precipitação ou mais. Florestas úmidas não têm estações chuvosa ou seca, uma vez que a chuva é bem distribuída ao longo do ano. Algumas áreas com estação úmida podem ter uma interrupção nas precipitações quando a zona de convergência intertropical se move em direção aos polos. As vegetações mais comuns são Floresta estacional e savanas.